# BFC Dynamo
Pour les articles homonymes, voir BFC.
Maillots
Actualités
Le Berliner Fußballclub Dynamo, en abrégé BFC Dynamo, est un club allemand de football fondé en 1966 et basé à Berlin, dans le quartier d'Alt-Hohenschönhausen. 
À l'époque de la RDA, le BFC Dynamo était un des clubs les plus prestigieux du pays, avec notamment une série de dix titres de champion consécutifs entre 1979 et 1988.
Depuis 2014-2015, le club évolue en Regionalliga Nord-Est, soit la quatrième division du football allemand. Le club joue ses matchs à domicile au Sportforum Hohenschönhausen.

## Club

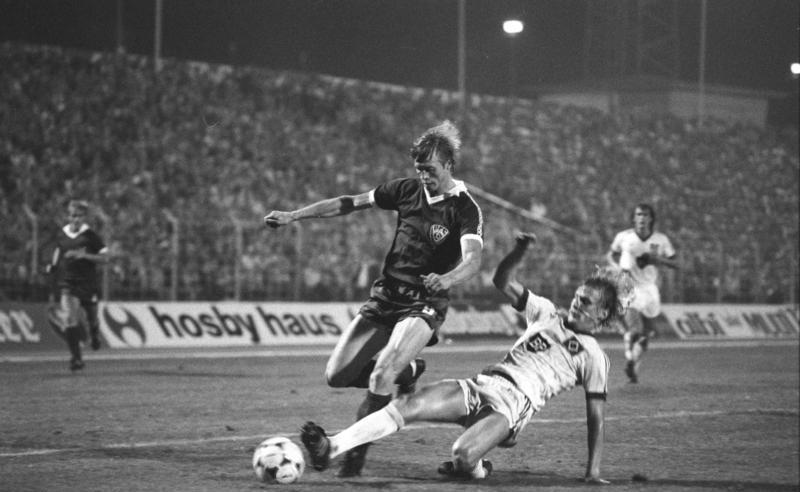
BFC Dynamo-Hamburger SV 1-1 en Coupe des clubs champions 1982-1983

Le BFC Dynamo, comme tous les clubs est-allemands appelés Dynamo, a appartenu jusqu'en 1989 au SV Dynamo (en), qui était à l'origine l'association sportive de la police et du ministère de l'intérieur, mais qui a ensuite absorbé l'association sportive de la Stasi (la police politique, qui constituait un autre ministère). Ceci valut au BFC Dynamo le surnom de « club de la Stasi » et explique pourquoi, malgré ses nombreux succès, le club ne jouissait pas d'une grande popularité. Particulièrement, les matchs du BFC Dynamo au sud de la RDA à Dresde ou à Leipzig ont été très émotionnels. 
Si 1966 est considérée comme l'année de la fondation du club, c'est parce qu'à cette date, le BFC Dynamo est séparé du club omnisports du SC Dynamo Berlin et devient un club à part entière. Mais il n'est en fait que le successeur de la section football du SC Dynamo Berlin, laquelle vit le jour en 1954 quand toute l'équipe première du Dynamo Dresde fut transférée à Berlin, une décision typique du système est-allemand.
Depuis la réunification allemande, le BFC Dynamo (renommé FC Berlin entre 1990 et 1999 dans le but de tirer un trait sur ses liens avec la police) n'a fait que s'enfoncer dans les divisions inférieures jusqu'en Verbandsliga (cinquième division) en raison de problèmes financiers. L'équipe première est toutefois remontée en Oberliga (quatrième/cinquième division), puis en Regionalliga (quatrième division).
En ce qui concerne le nombre de spectateurs, le BFC Dynamo fait partie des clubs les plus supportés de Berlin (troisième, en 2014).

## Stade

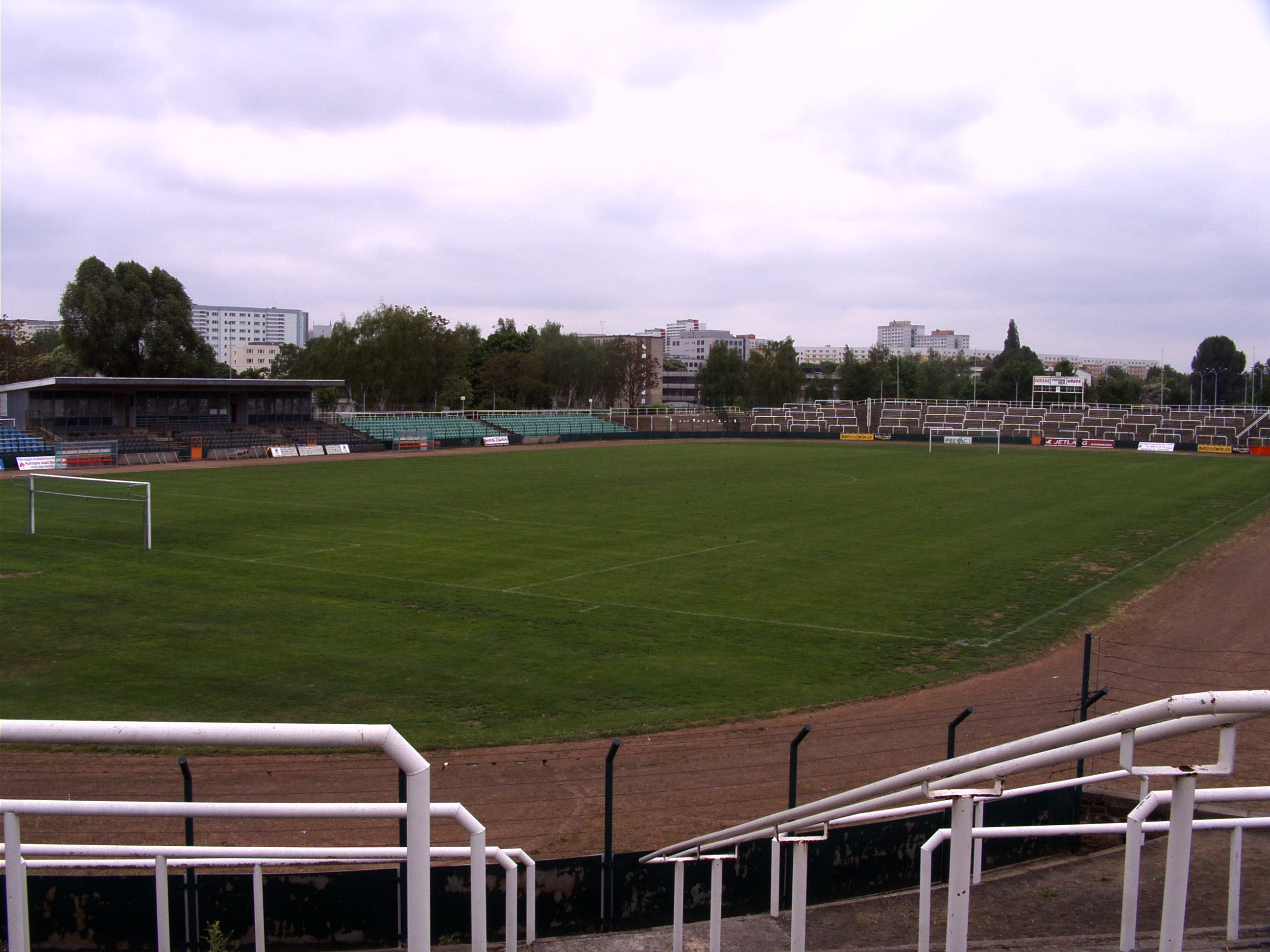
Sportforum Hohenschönhausen

Le stade du BFC Dynamo, situé dans l'est de Berlin, est le Sportforum Hohenschönhausen, dans le quartier de Alt-Hohenschönhausen, un des plus grands complexes sportifs d'Europe, puisque, outre le stade de football équipé d'une piste d'athlétisme, il comporte entre autres un vélodrome, une piscine, une salle d'athlétisme, une patinoire (où évoluaient les Eisbären, plusieurs fois champions d'Allemagne) ou encore un anneau de patinage de vitesse.
Les matchs plus importants sont joués au Friedrich-Ludwig-Jahn-Sportpark, dans le quartier de Prenzlauer Berg.

## Palmarès
- Championnat de RDA
  - Champion (10) : 1979, 1980, 1981, 1982, 1983, 1984, 1985, 1986, 1987 et 1988
  - Vice-champion (4) : 1960, 1972, 1976 et 1989

- Coupe de RDA
  - Vainqueur (3) : 1959, 1988 et 1989
  - Finaliste (6) : 1962, 1971, 1979, 1982, 1984 et 1985

- Supercoupe de RDA
  - Vainqueur (1) : 1989

## Joueurs et personnalités du club

### Entraîneurs
- Petzold (1954-56)
- Bachmann&Orczifalvi (1957-58)
- Bachmann (1959)
- Gyarmati (1961-62)
- Gödicke (1962-65)
- Schäffner (1965-66)
- Volentik (1966-67)
- Schäffner (1967-69)
- Geitel (1969-71)
- Schröter (1972-73)
- Nippert (1974-77)
- Bogs (1977-89)
- Jäschke (1989)
- Rohde (1989-90)
- Bogs (1990-94)
- Koch (1994-96)
- Voigt (1996-98)
- Rentzsch (1998)
- Häusler (1998-99)
- Goldbach (1999-2000)
- Bogs (2000-01)
- Vollmar (2002-03)
- Orbanke (2003-04)
- Backs (2004-05)
- Rudwaleit (2005)
- Fijalek (2005)
- Piepenburg (2005-06)
- Fijalek (2006)
- Lenz&Thomaschewski (2006)
- Rentzsch (2006-2007)
- Lenz&Thomaschewski (2007)
- Uluc (2007-2009)
- Backs (2009-2010)
- Bonan (2010-2011)
- Uluc (2012--)

### Quelques anciens joueurs
| - Thomas Doll - Rainer Ernst - Falko Götz - Reinhard Lauck - Frank Pastor - Hans-Jürgen Riediger - Frank Rohde - Bodo Rudwaleit | - Günter Schröter - Bernd Schulz - Andreas Thom - Frank Terletzki - Norbert Trieloff - Rainer Troppa - Reinhard Lauck |